# Curt Olsson
Curt Olof Olsson, född 28 september 1919 i Helsingfors, död där 22 oktober 2014, var en finlandssvensk jurist. Han var far till Olof Olsson.
Olsson blev juris doktor 1950. Han var 1952–1970 professor i handelsrätt och 1958–1966 rektor vid Svenska handelshögskolan. Han blev 1970 ledamot av Högsta domstolen och var 1975–1989 dess president. På denna post genomdrev Olsson ombildandet av HD till en prejudikatsdomstol. Han publicerade ett antal arbeten från bolagsrättens område, bland annat Aktieförvärvares rätt (1949) och Lagen om andelslag (1956), samt memoarverket För lag och rätt i rikets tjänst (1999).

### Uppslagsverk
- ”Olsson, Curt”. Biografiskt lexikon för Finland. Helsingfors: Svenska litteratursällskapet i Finland. 2008–2011. URN:NBN:fi:sls-5444-1416928958050
- Olsson, Curt i Uppslagsverket Finland (webbupplaga, 2012). CC-BY-SA 4.0